# 1994 au Maroc
Chronologie du Maroc
- 1990
- 1991
- 1992
- 1993
- 1994
- 1995
- 1996
- 1997
- 1998

Cet article présente les faits marquants de l'année 1994 au Maroc ou relatifs au Maroc.

## Événements
- 10 mai 1994 : la privatisation de six hôtels marocains (le Transatlantique de Meknès, Toubkal (Marrakech), Volubilis (Fès), le Tarik de Tanger, les Amandiers de Tafraout et le Basma situé à Casablanca); le montant global des transactions s'élève à 114,5 millions de DH.
- 10 mai 1994 : mort du Cheikh Mekki Naciri, l'un des plus grands muftis du royaume[1].
- 24 août 1994 : Attentat terroriste à l'hôtel Atlas-Asni à Marrakech: deux hommes armés et cagoulés tirent des coups de feu en l'air, s'emparent de la caisse et prennent pour cible un petit groupe de touristes présent dans le hall. Deux Espagnols sont tués et une Française grièvement blessée. Le commando terroriste était composé de Stéphane Aït Idir, Redouane Hammadi et Tarek Felah, trois ressortissants français d'origine marocaine élevés à la cité des 4 000 à La Courneuve (Seine Saint-Denis). Au total, selon l'enquête menée par les autorités marocaines, quatre groupes comprenant sept personnes devaient commettre des attentats le même jour à Tanger, Fez, Casablanca et Marrakech, mais un seul passera à l'action. Les sept inculpés sont jugés au Maroc en 1995[2].

## Divers
- Fondation de l'Institut supérieur de formation en sciences et technologies agroalimentaires et Génie Appliqué (ISFORT), Institut d'Enseignement Supérieur Privé au Maroc[3].